# Essarois
Essarois ist eine französische Gemeinde mit 84 Einwohnern (Stand: 1. Januar 2022) im Département Côte-d’Or in der Region Bourgogne-Franche-Comté. Sie gehört zum Kanton Châtillon-sur-Seine und zum Arrondissement Montbard.
Nachbargemeinden sind Voulaines-les-Templiers im Norden, Leuglay im Nordosten, Recey-sur-Ource im Osten, Montmoyen im Südosten, Beaulieu im Süden, Rochefort-sur-Brévon im Südwesten und Villiers-le-Duc im Westen.

## Bevölkerungsentwicklung
| Jahr                       | 1962 | 1968 | 1975 | 1982 | 1990 | 1999 | 2008 | 2015 |
| -------------------------- | ---- | ---- | ---- | ---- | ---- | ---- | ---- | ---- |
| Einwohner                  | 170  | 150  | 101  | 90   | 93   | 93   | 90   | 88   |
| Quellen: Cassini und INSEE |      |      |      |      |      |      |      |      |

## Sehenswürdigkeiten
- Schloss, seit 1947 ein Monument historique
- Kirche Saint-Médard
- Heiligtümer von Essarois im Musée du Pays Châtillonnais

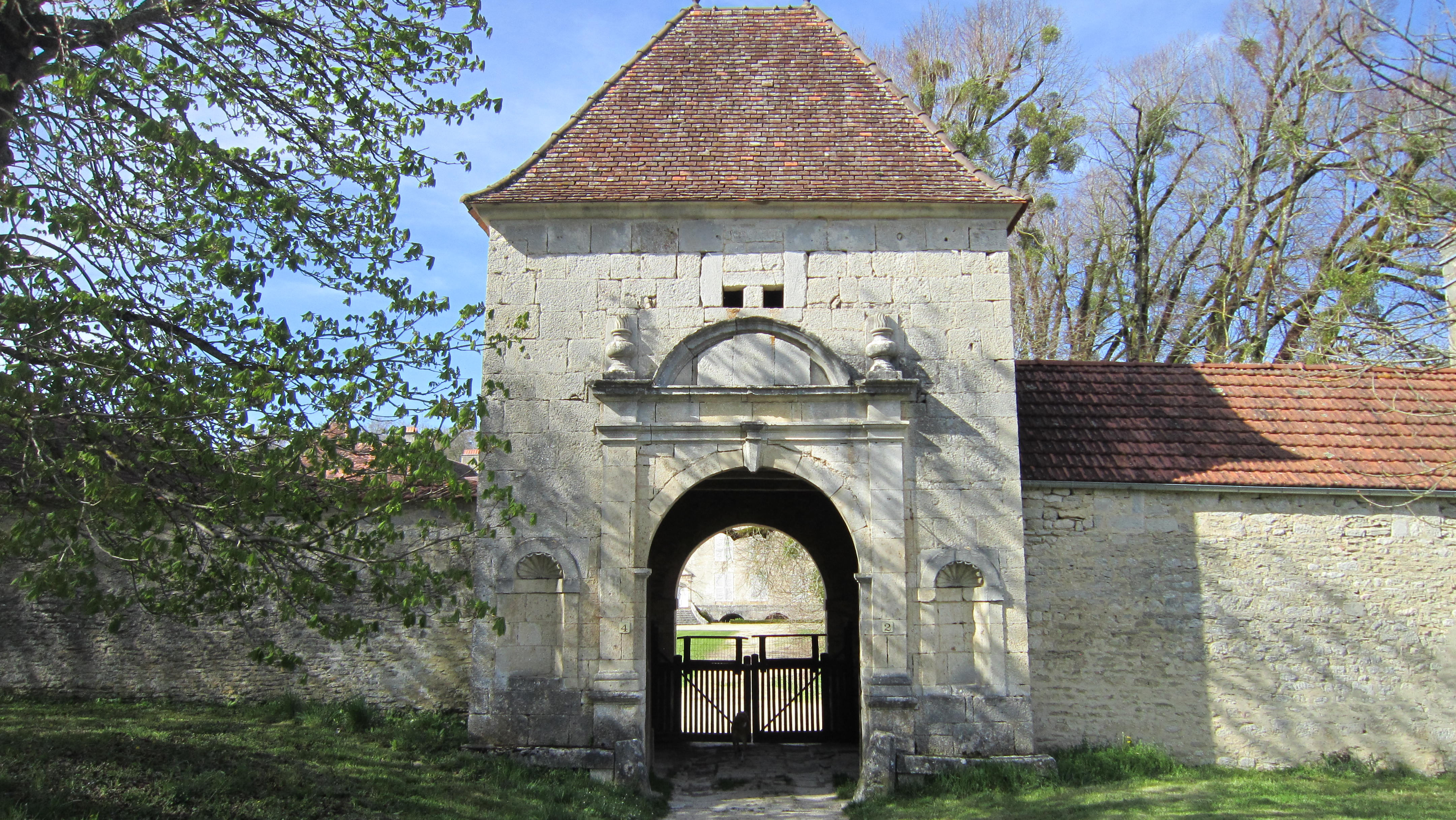
Das Schloss von Essarois
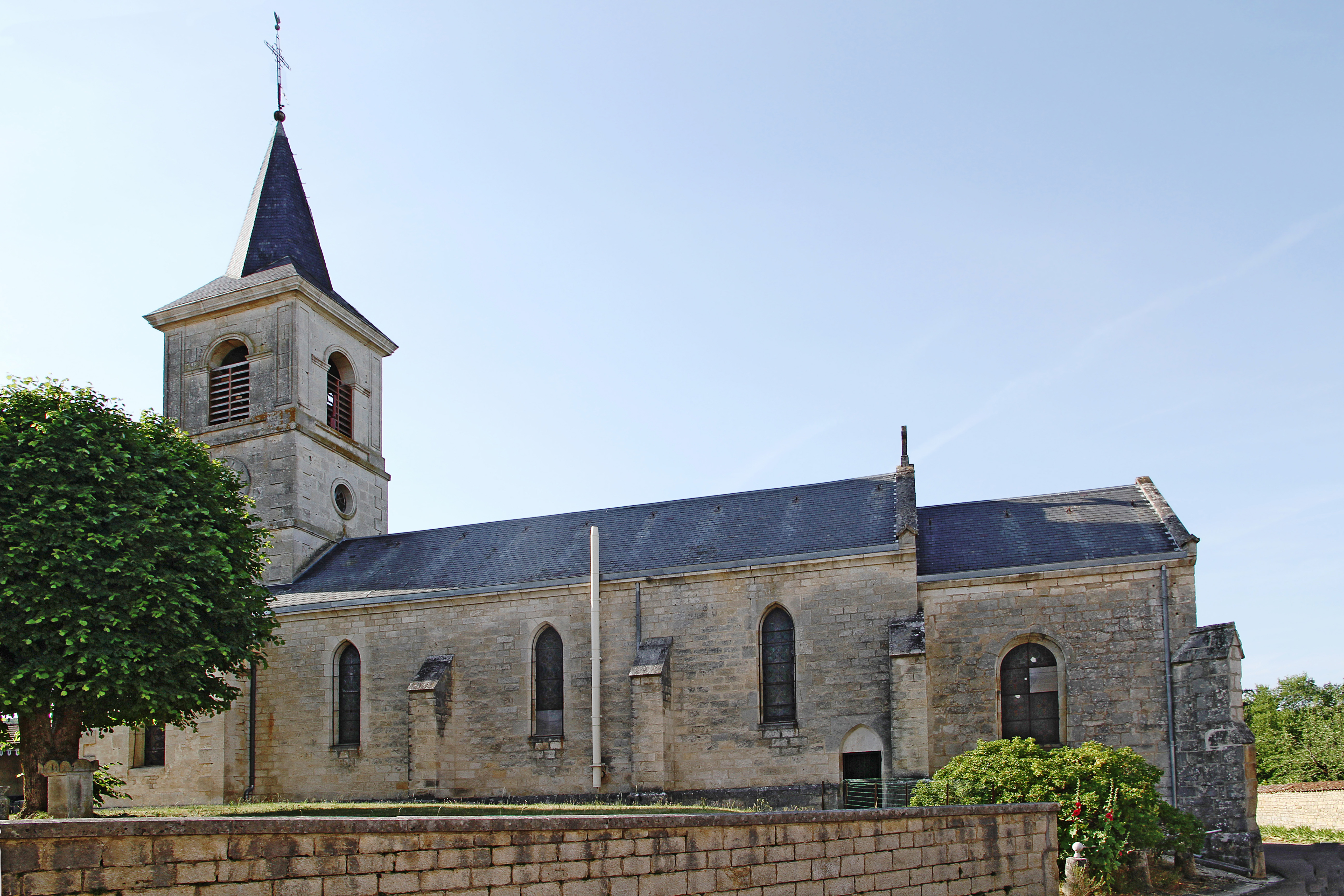
Kirche